# San Carlos (Sonora)
San Carlos, conocido también como San Carlos Nuevo Guaymas, es un pueblo mágico escénico del municipio de Guaymas, ubicado en el sur del estado mexicano de Sonora en la costa con el Golfo de California. El pueblo es la cuarta localidad más habitada del municipio, ya que según los datos del Censo de Población y Vivienda realizado en 2020 por el Instituto Nacional de Estadística y Geografía (INEGI), tiene un total de 2,508 habitantes.
Entre ellos hay muchos extranjeros, la mayoría estadounidenses y canadienses que viven ahí durante el invierno por su clima favorable. San Carlos es uno de los destinos turísticos más importantes del estado y del noroeste del país, esto gracias a sus playas y belleza natural.
Se encuentra a 120 km de Hermosillo y a 350 km de la frontera de los Estados Unidos, en San Carlos una localidad de Heroica Guaymas.
El cerro Tetakawi es un emblema de alto valor paisajístico para San Carlos, ahí sobrevivieron los indígenas yaquis y seris; además de que su mística silueta fortaleció el espíritu guerrero y el alma del indio nómada. Según la creencia popular, el Tetakawi lleva ese nombre por su inusual silueta, que dibujan las tetas de una cabra.[cita requerida] Sin embargo, para la tribu yaqui este cerro es el Tákale, que significa “cerro partido”, por la forma de su punta, abierta, como la lengua de una enorme serpiente. La leyenda dice que el nombre de tetas de cabra se lo dio un empresario guaymense y que en ese caso, la palabra en lengua yaqui sería Teta Cagui, sin k ni w, que significa “cerro de piedra”.
En el año 2011, el mirador escénico de San Carlos (atracción turística vecina del cerro Tetakawi) estuvo clasificado dentro de las mejores 10 vistas oceánicas del mundo por National Geographic, donde además de tener una espectacular vista al inmenso mar de Cortez nos da una de las mejores vistas al cerro Tetakawi. San Carlos fue candidato a ser nombrado como Pueblo Mágico en dos ocasiones, en 2018 y 2020, sin lograrlo hasta 2023.
Fue declarado por la Secretaría de Turismo como pueblo mágico junto a Ures el 26 de junio de 2023.

## Historia
En épocas pasadas, San Carlos fue testigo del peregrinar de las tribus indígenas que poblaron el territorio Sonorense antes de la conquista de México por los españoles.
Los Yaquis, los Guaimas y los Seris sobrevivieron en este hábitat natural donde las aguas del Golfo de California les proporcionaron alimento en aquel tiempo, y el cerro Tetakawi era considerado su lugar de refugio.
San Carlos recibe este nombre gracias a una de las embarcaciones que encontró resguardo en esta área en los tiempos de la conquista.
El lugar fue denominado durante mucho tiempo el "Baviso de Navarro" ya que el dueño fue "Don Cayetano Navarro" Héroe de la Batalla de Guaymas.
Años más tarde San Carlos se empezó a convertir paulatinamente en el lugar favorito de los propietarios de embarcaciones deportivas y practicantes de actividades acuáticas.
En septiembre de 1963, San Carlos se constituye en Comisaría de Guaymas por iniciativa del Lic. Luis Encinas, Gobernador del Estado de Sonora.
km de Hermosillo y a 350 km de la frontera

## Lugares de interés
- Mirador Escénico
- Cerro Tetakawi
- Cañón de Nacapule
- Cañón de Robinson
- Cajón del Diablo
- Estero del Soldado
- Ruinas de la película "Catch 22"
- Ojo de Agua del cerro Blanco
- Cañón del Alacrán
- Camino viejo a los algodones
- Cañón de las Barajitas
- Bahía San Pedro ("La Ensenada Grande")
- Isla San Pedro Nolasco

Playas: Los Algodones, Piedras Pintas, San Francisco, Bahía El Tomate, La Manga y la Manga 2, Bahia delfin.

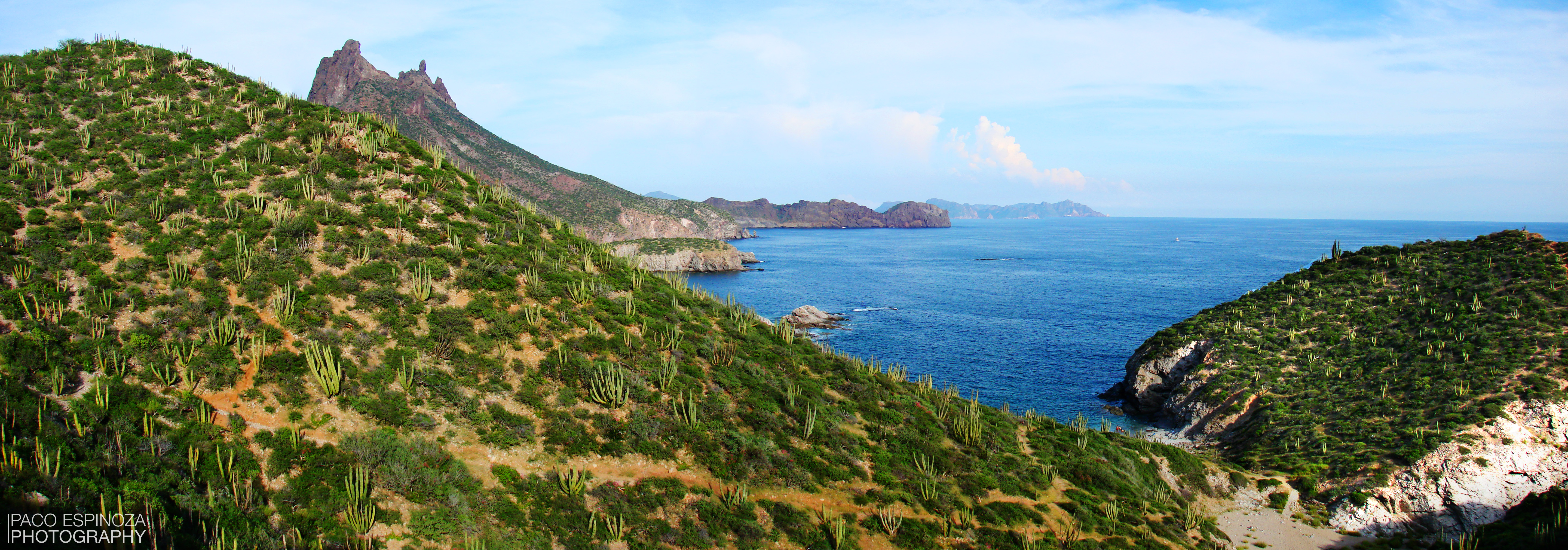
Mirador Escénico San Carlos
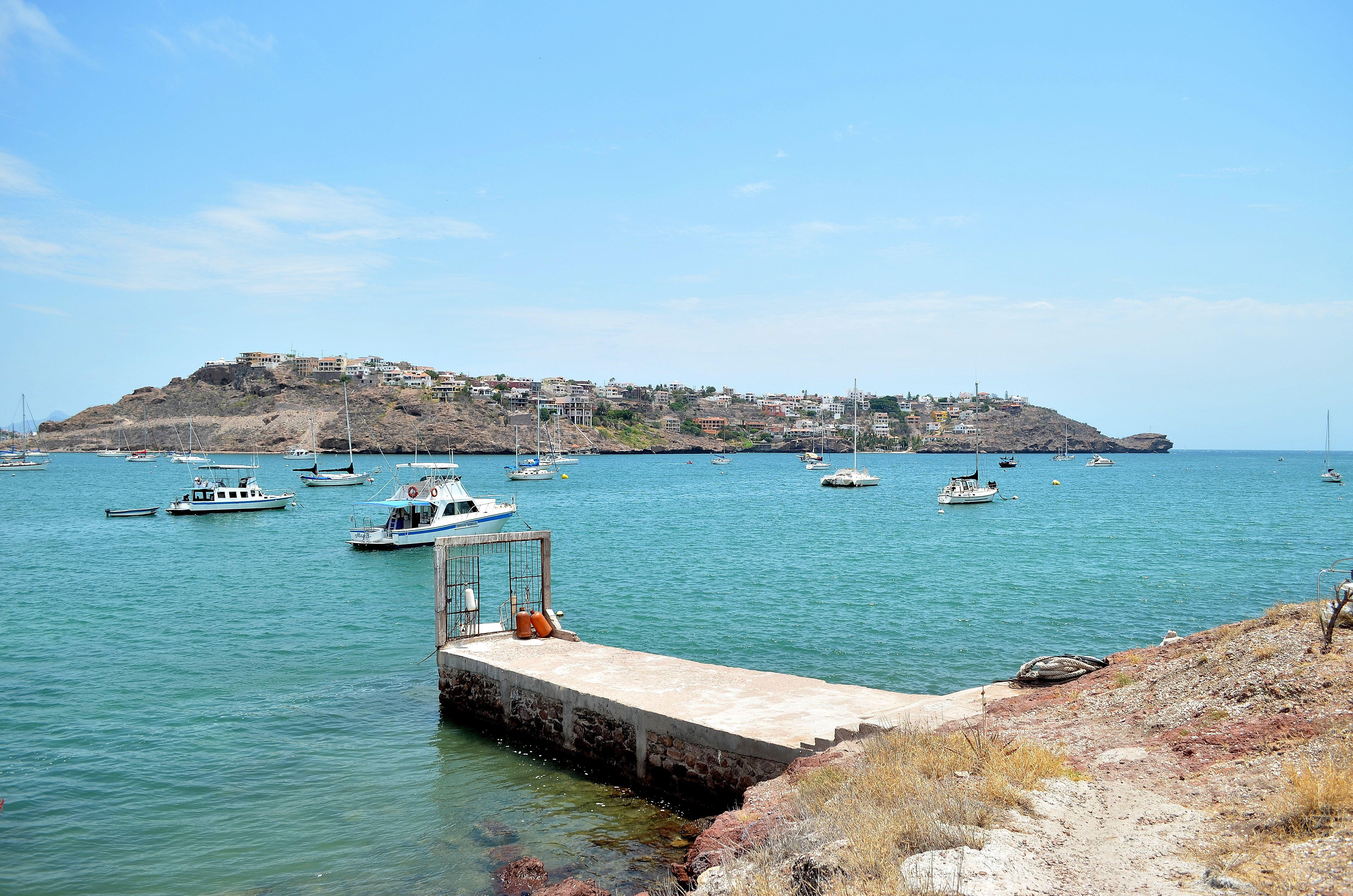
Bahia del Tomate y Marina
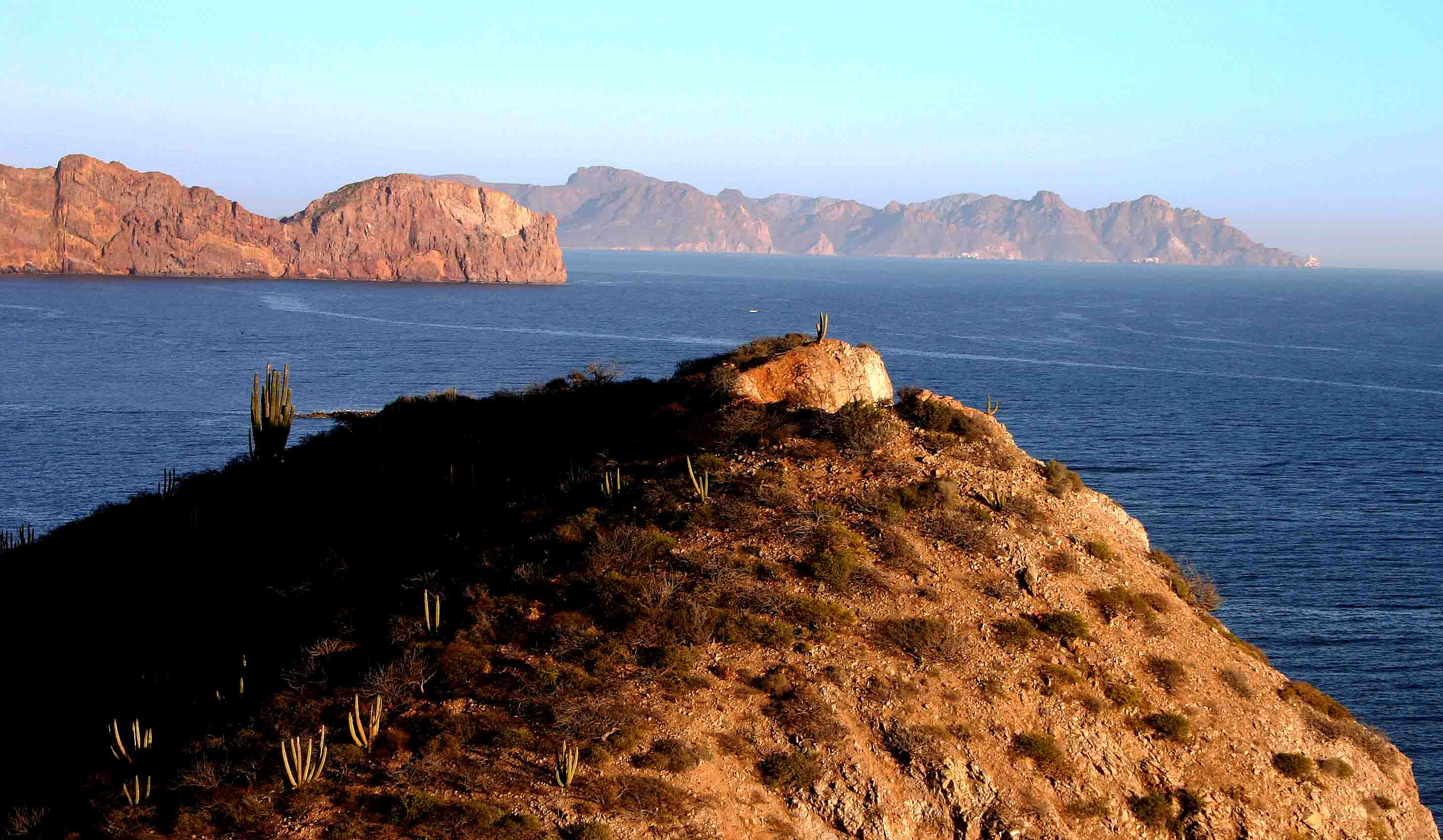
Vista de Miramar desde el Mirador
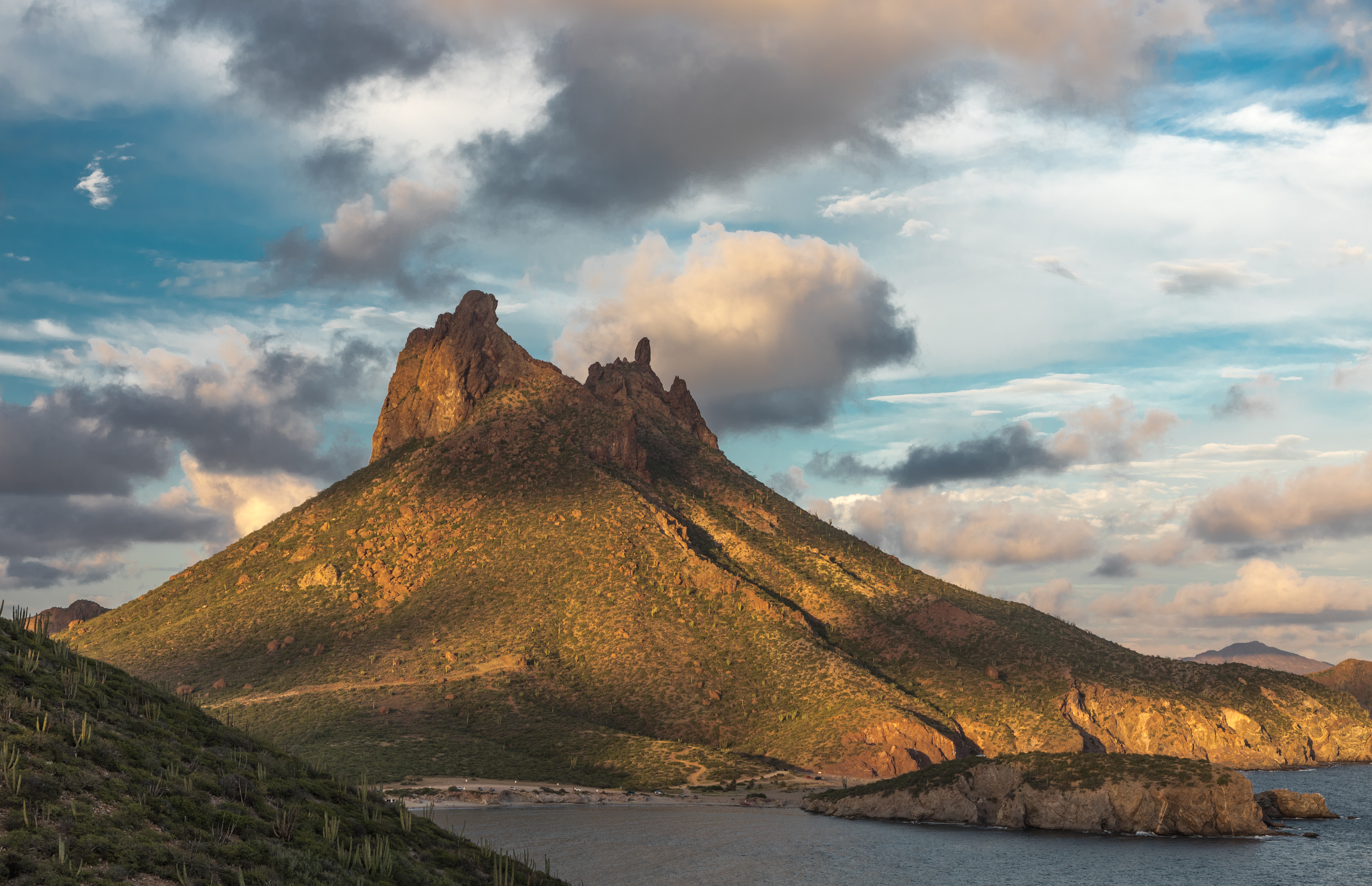
Tetakawi a San Carlos

## Efemérides
- Semana Santa
- Innumerables Torneos de Pesca de "Dorado" y "Pez Vela"

## Cultura popular
Películas Grabadas en San Carlos:
- Catch-22 1969
- Lucky Lady 1975
- La máscara del Zorro 'The Mask of Zorro' 1998
- Casi treinta 2014

## Telenovelas
- Fuego Ardiente Televisa 2021